# Livovská Huta
Livovská Huta (in ungherese Livóhuta, in tedesco Hütten, in ruteno Livivska Huta) è un comune della Slovacchia facente parte del distretto di Bardejov, nella regione di Prešov.

## Storia
Il villaggio è sorto nel 1773 come piccolo centro per la produzione del vetro. Appartenne alla Signoria di Hertník per poi passare nel XVIII secolo agli Anhalt.